# Mariakolibrie
De mariakolibrie (Cynanthus  lawrencei) is een vogel uit de familie Trochilidae en de geslachtengroep Trochilini (briljantkolibries). De vogel is een afgesplitste ondersoort van de breedsnavelkolibrie (C. latirostris).

## Verspreiding en leefgebied
Deze soort is endemisch op de eilanden van de Tres Marías, een archipel in de Pacifische Oceaan ongeveer  100 km ten westen van Mexico.